# Flor Pucarina
Paula Efegenia Leonor Chávez Rojas (Pucará, 21 de septiembre de 1935 - Lima, 5 de octubre de 1987), conocida artísticamente como la Flor Pucarina, fue uno de los baluartes de la música andina peruana, considerada como una de las mejores cantantes de la música popular. Fue reconocida, en el ambiente artístico, como La Faraona del Cantar Huanca.

## Biografía
Nació en el distrito de Pucará, a 13 km de la ciudad de Huancayo, pueblo que sirviera de cuartel general al Mariscal Andrés Avelino Cáceres, durante la Campaña de la Breña. Fue hija de Félix Chávez Tello y Alejandra Rojas Iparraguirre, con quien Leonor llegara a Lima en 1944, radicándose en La Parada, un barrio comercial y dinámico asentamiento de los provincianos marginados de ese entonces en el distrito de La Victoria, la recibió como a una de sus hijas predilectas. Descubierta y bautizada como Flor Pucarina por Teófilo y Alejandro Galván, debutó en el Coliseo Nacional ubicado también en La Victoria en el barrio El Porvenir, el 4 de diciembre de 1960 con el huaino de Emilio Alanya, "Falsía".
Datos de su adolescencia y juventud no se conocen mucho; pero se empleó como trabajadora de hogar en el Callao. Inicialmente, le gustaba interpretar canciones de género ranchero en algunas radios locales.
Sus canciones son valiosos hitos referenciales de lo que fue su vida, llena de penas, alegrías, amor y desencanto. Ahí está la más grande relación con el pueblo peruano. Un invalorable legado, al vivir, sentir e interpretar lo que la gran mayoría de la gente provinciana pasaba por entonces.

## Éxito e inicio en el medio musical
Firmó contrato para el Sello Virrey el 8 de diciembre de 1960, su primera grabación fue "Pueblo Huanca" de su propia inspiración, le siguieron a ésta las grabaciones "Caminito de Huancayo", "Traición", "Soy Pucarina", "Alma Andina", entre otras. Sin embargo, la canción que la internacionalizó fue el afamado huaino "Ayrampito", el cual fue grabado aproximadamente en el año de 1965 y compuesto por los destacados Emilio Alanya Carhuamaca y Tomás Palacios Fierro. Dicho tema alcanzó casi el millón de copias vendidas. Cabe destacar también las piezas "Déjame no Mas", "Llorando a Mares", "Pichiucita", "Sola, Siempre Sola", "Tu No Más Tienes la Culpa", "Vocero Huanca", acompañada éstos primeros logros con Los Engreídos de Jauja, dirigido por Julio Rosales, entre otros muchos huaynos, mulizas, santiagos y huaylarsh. En su haber logra grabar quince álbumes. Flor Pucarina se convirtió en la más famosa de las intérpretes del folklore del país. Su voz sentimental y profunda, su belleza mestiza, su imponente y coqueta presencia en los escenarios y su carácter temperamental, hicieron de la cantante una verdadera diva. Durante sus grabaciones estuvo enmarcado por diferentes orquestas vernaculares famosas de la serranía peruana es el caso de "Los Alegres de Huancayo", "Los Engreídos de Jauja", "Los Rebeldes de Huancayo" hasta su propia banda a la cual denominó "Selección Huanca"; cabe señalar también que participó en algunas grabaciones en conjunto con el grupo vernacular Los Pacharacos.

## Últimos años
Consagrada definitivamente en su medio, hizo un recital en el Teatro Municipal de Lima, que la recibió apoteósicamente, colmado por un público mayoritariamente provinciano. El escenario fue ambientado como un bar popular, con una rockola incluida.
Su salud se vio afectada por una infección renal que luego se degeneraría en una metástasis generalizada. Postrada en una cama del Hospital Edgardo Rebagliati Martins y presintiendo su muerte, grabó a inicios de 1987 para el Sello Chasqui, el huayno "Mi Último Canto" de la composición de Paulino Torres, le siguieron también "Presentimiento", "Dile", "Trencito Macho" dicho registro musical coincidió con la celebración de sus 25 años de carrera artística. Lamentablemente, el 5 de octubre dejó de existir en dicho nosocomio. El 7 de octubre su féretro en hombros recorrió durante todo un día las principales calles de Lima, acompañada por una multitud que cantaba y lloraba. Esto llamó la atención de la prensa, que buscó explicarse tal manifestación de dolor de miles de peruanos ante la muerte de una persona desconocida por el mundo "oficial" hasta pocas horas antes. Sus restos reposan en el Cementerio de El Ángel de Lima.

## Discografía
| Serie         | Título                         | Discográfica     |
| VIR 535       | Éxitos de Flor Pucarina        | Virrey           |
| LV 7214       | Flor Pucarina y Sus Canciones  | Polydor / Virrey |
| VIR 603       | Trozos de Mi Alma              | Virrey           |
| PON 2403002.1 | Corazón de Piedra              | Polydor / Virrey |
| PON 2403005.7 | Oh! Licor Maldito              | Polydor / Virrey |
| PON 2403010.0 | Pasión del Alma                | Polydor / Virrey |
| PON 2403004.5 | Manchaste mi Vida              | Polydor / Virrey |
| PON 2403018.6 | Siempre te Recordaré           | Polydor / Virrey |
| PON 2403031.8 | Acuérdate de Mí                | Polydor / Virrey |
| PON 2669065.6 | ¡Sola...Siempre Sola!          | Polydor / Virrey |
| LER 1045      | Flor de mis Ilusiones          | Estrella Records |
| LER 1075      | Incomparable y Única           | Estrella Records |
| LP 68         | Mi Último Canto/Bodas de Plata | Discos Chasqui   |